# Таршино (Московская область)
Таршино — деревня в Волоколамском районе Московской области России в составе сельского поселения Осташёвское. Население — 2 чел. (2010).

## География
Деревня Таршино расположена на западе Московской области, в юго-западной части Волоколамского района, примерно в 17 км к юго-западу от города Волоколамска, на берегу Рузского водохранилища.
В деревне 4 улицы — Бирюзовая, Живописная, Зелёная и Садовая. Ближайшие населённые пункты — деревни Руза, Новоботово и село Осташёво.

## Население
| 1852 | 1859 | 1926 | 2002 | 2006 | 2010 |
| ---- | ---- | ---- | ---- | ---- | ---- |
| 135  | ↘105 | ↗126 | ↘2   | ↘1   | ↗2   |

## История
В «Списке населённых мест» 1862 года Таршино — владельческая деревня 2-го стана Можайского уезда Московской губернии по правую сторону Волоколамского тракта из города Можайска, в 40 верстах от уездного города, при реке Рузе, с 17 дворами и 105 жителями (51 мужчина, 54 женщины).
По данным 1890 года входила в состав Осташёвской волости Можайского уезда, число душ мужского пола составляло 51 человек.
В 1913 году — 21 двор.
1917—1929 гг. — деревня Осташёвской волости Волоколамского уезда.
По материалам Всесоюзной переписи 1926 года — центр Таршинского сельсовета Осташёвской волости Волоколамского уезда, проживало 126 жителей (55 мужчин, 71 женщина), насчитывалось 27 крестьянских хозяйств, имелась школа.
С 1929 года — населённый пункт в составе Волоколамского района Московского округа Московской области. Постановлением ЦИК и СНК от 23 июля 1930 года округа как административно-территориальные единицы были ликвидированы.
1929—1939 гг. — деревня Кармановского сельсовета Волоколамского района.
1939—1951 гг. — деревня Кармановского сельсовета Осташёвского района.
1951—1957 гг. — деревня Тереховского сельсовета Осташёвского района.
1957—1963 гг. — деревня Тереховского сельсовета Волоколамского района.
1963—1964 гг. — деревня Тереховского сельсовета Волоколамского укрупнённого сельского района.
1964—1965 гг. — деревня Осташёвского сельсовета Волоколамского укрупнённого сельского района.
1965—1994 гг. — деревня Осташёвского сельсовета Волоколамского района.
В 1994 году Московской областной думой было утверждено положение о местном самоуправлении в Московской области, сельские советы как административно-территориальные единицы были преобразованы в сельские округа.
1994—2006 гг. — деревня Осташёвского сельского округа Волоколамского района.
С 2006 года — деревня сельского поселения Осташёвское Волоколамского муниципального района Московской области.

## Галерея
| - закат в Таршино |